# Santa Caterina (Roccalbegna)
Santa Caterina is een plaats (frazione) in de Italiaanse gemeente Roccalbegna.